# Мексико на Светском првенству у атлетици у дворани 2014.
Мексико је учествовао на Светском првенству у атлетици у дворани 2014. одржаном у Сопоту од 7. до 9. марта четрнаести пут. Репрезентацију Мексика представљао је један атлетичар, који се такмичио у скоку удаљ.,
На овом првенству Мексико није освојио ниједну медаљу али је остварен један национални рекорд. У табели успешности према броју и пласману такмичара који су учествовали у финалним такмичењима (првих 8 такмичара) Мексико је са 1 учесником у финалу делио 48. место са 2 бода.
| Плас. | Земља   | 1. место | 2. место | 3. место | 4. место | 5. место | 6. место | 7. место | 8. место | Бр. финал. | Бод. |
| ----- | ------- | -------- | -------- | -------- | -------- | -------- | -------- | -------- | -------- | ---------- | ---- |
| =48.  | Мексико | 0        | 0        | 0        | 0        | 0        | 0        | 1        | 0        | 1          | 2    |

## Учесници
Мушкарци:
- Луис Ривера — Скок удаљ

## Резултати

### Мушкарци
| Атлетичар   | Дисциплина | Лични рекорд | Квалификација | Квалификација | Финале   | Финале | Детаљи |
| Атлетичар   | Дисциплина | Лични рекорд | Резултат      | Место         | Резултат | Место  | Детаљи |
| ----------- | ---------- | ------------ | ------------- | ------------- | -------- | ------ | ------ |
| Луис Ривера | Скок удаљ  | 7,99 НР      | 8,01 кв, НР   | 8             | 7,93     | 7 / 17 |        |